# 南非駐香港總領事館
南非共和國駐香港總領事館是南非派駐香港的最高級別外交代表機構，為南非在華開設的3座使領館之一，總領事館的管轄區範圍包括香港及澳門。
總領事館的辦公室位於香港香港島灣仔港灣道18號中環廣場19樓1906-8室，其轄下部門包括法律和領事處、政治處、新聞處、經濟處、文化處以及行政處，各由一位領事主管其業務，現任總領事為莫宏飛（Mojalefa Mogono）。

## 歷史
南非共和国在未与中华人民共和国建交之前即在英属香港设立总领事馆，该领事馆也曾经成为中华人民共和国与南非建交的催化剂。但是在香港回归以后，南非驻港领馆将被关闭。有迫于此，1997年1月，南非邀请中方赴南谈判。6月，南非政府派遣代表赴北京谈判。南非方面同意与台湾断交、废约、闭馆。是故，中方同意南非保留其驻港领馆从7月1日至12月31日。民航安排及互免签证待遇暂时不变。1997年12月30日，两国签署《中华人民共和国政府和南非共和国政府关于两国建立外交关系的联合公报》，宣布决定自1998年1月1日起相互承认并建立大使级外交关系。
2014年4月24日，南非駐香港總領事館舉行酒會，慶祝南非獲得民主自由20週年，香港特别行政区律政司司長袁國強以及近百名各國外交官出席了酒會。
2016年3月4日，香港中華廠商聯合會接見南非駐香港總領事館代表團，雙方就兩地經貿合作交換意見。一行三人代表團由南非駐香港總領事谷拉率領，並由廠商會行政總裁梁世華接待。谷拉表示，南非以鑽石、蔬果及海鮮等出口貿易而聞名，希望未來能加強南非與香港及中國大陸的交流和合作。谷拉表示，希望非洲的“2063年議程（Agenda 2063）”與“一帶一路”倡議實現同步，促進中非更緊密合作，尤其在基建、海洋經濟等領域。談及對“一帶一路”的看法，谷拉鄭重地表示，南非政府自中國三年前提出這個倡議時就開始一直關注，當地智庫、學者和專家亦有參與討論，舉行有關研討會、學術論壇。她認為，中非之間有廣泛的共同利益，“一帶一路”應考慮將非洲包括進去；非盟早前通過以50年內建成地區一體化、和平繁榮為目標的非洲“2063年議程”，亦有必要與“一帶一路”實現同步，促進中非更緊密合作，以及非洲與“一帶一路”沿線國家的合作。南非與中國同屬“金磚國家”（BRICS），谷拉説，兩個發展中大國和新興市場國家，在多個領域具有合作空間，現時已有不少中國企業涉足南非製造業。她認為，未來應更加鼓勵中國，幫助南非提高工業化程度，建立特別經濟區，加強基礎設施建設，以及金融市場合作；谷拉特別提到兩國人才合作的重要性，“‘一帶一路’不僅僅是經濟合作，還有人與人之間的交流，技術、專業知識的交流，甚至是文化上的交流”。

## 外部連結
- 官方网站
- 南非駐香港總領事館的Facebook專頁